# Il babbo andò a Parigi
Il babbo andò a Parigi (Daddy's Gone A'Hunting) è un film muto del 1925 diretto da Frank Borzage e interpretato da Alice Joyce e da Percy Marmont.
La storia, tratta dal lavoro teatrale di Zoë Akins, è quella di un artista povero che lascia la moglie per andare a Parigi. Anni dopo, i due si ritrovano per scoprire com'è cambiata la loro vita.
Prodotto e distribuito dalla MGM, il film uscì nelle sale l'8 marzo 1925. Nel 1931, ne venne fatta una versione sonora, Women Love Once con la regia di Edward Goodman e l'interpretazione di Paul Lukas e Eleanor Boardman.

## Produzione
Il film fu prodotto dalla MGM. Venne girato negli studi della Metro-Goldwyn-Mayer al 10202 W. Washington Blvd. di Culver City.

## Distribuzione
Distribuito dalla MGM e presentato da Louis B. Mayer, il film uscì in sala l'8 marzo dopo un'anteprima tenuta al Capitol di New York il 23 febbraio 1925.
Una copia del film, con didascalie in tedesco, si trova al "Narodni Filmovy Archiv" di Praga. Un'altra dovrebbe trovarsi alla "Filmoteca Española" di Madrid

### Data di uscita
IMDb
- USA	23 febbraio 1925	 (New York City, New York)
- USA	8 marzo 1925
- Finlandia	9 agosto 1926
- Portogallo	25 luglio 1928

Alias
- Felicidade Destruída	Portogallo